# Cladosporium lophodermii
Cladosporium lophodermii är en svampart som beskrevs av Georgescu & Tutunaru 1958. Cladosporium lophodermii ingår i släktet Cladosporium och familjen Davidiellaceae.   Inga underarter finns listade i Catalogue of Life.